# Keine Angst hat der Papa mir gesagt (Keine Angst hat die Mama mir gesagt)
Keine Angst hat der Papa mir gesagt (Keine Angst hat die Mama mir gesagt) ist ein Lied des deutschen Sängers, Komponisten und Produzenten Stephan Remmler aus dem Jahr 1988.

## Inhalt
Das Lied berichtet vom schüchternen Stephan, der für die schöne Luise schwärmt, sich aber nicht an sie herantraut. Zu seiner Überraschung spricht Luise ihn selbst an und die beiden werden ein Paar. Luise hilft Stephan in der Beziehung, seine Schüchternheit zu überwinden.

## Hintergrund
Die Musik des Liedes stammt aus der Feder des brasilianischen Komponisten-Duos Ferreira Da Silva Rubenito und Durval Vieira. Der Text stammt von Stephan Remmler.
Das Lied wurde aus Remmlers zweitem Solo-Album Lotto als erste Single ausgekoppelt. Damit einhergehend folgten mehrere TV-Auftritte. Erstmals wurde das Lied am 8. Oktober 1988 bei Wetten, dass ..? vorgestellt. Begleitet wurde Remmler dabei von Ken Taylor am Bass, Karl Allaut an der Gitarre und Lydie Auvray am Akkordeon. Zusätzlich spielten an zwei Schlagzeugen Michael Beckmann und Rodrigo González von der Band Rainbirds, die allerdings bei der eigentlichen Studioproduktion des Liedes nicht beteiligt waren. An den Percussions ist das Berliner Model Pascale Jean-Louis zu sehen, die ebenfalls an der Produktion des Songs nicht beteiligt war. Die sehr groß gewachsene Pascale Jean-Louis überragt den ebenfalls groß gewachsenen Stephan Remmler um eine Kopflänge und verkörperte im Musikvideo des Liedes die Luise.

## Musikvideo
Das Video zu Keine Angst hat der Papa mir gesagt entstand unter der Regie von Rudi Dolezal und Hannes Rossacher in Rio de Janeiro. Gedreht wurde im Fußballstadion Maracanã – dort direkt auf dem Spielfeld sowie in den Duschen und Umkleidekabinen. Das Video gehörte zu einer ganzen Reihe von Videos, die in Brasilien zu weiteren Songs aus dem Album Lotto gedreht, aber letztlich nie veröffentlicht wurden. Am Video wirkten Stephan Remmler, Karl Allaut, Ken Taylor, Lydie Auvray, Bertram Engel und Pascale Jean-Louis mit. Curt Cress, der eigentlich bei den Aufnahmen Schlagzeug spielt, ist im Video nicht vertreten, sondern wurde durch Bertram Engel ersetzt.

## Veröffentlichung
Das Lied erschien am 6. Oktober 1988 auf 7″-Single. Eine Maxi-Version namens „Papas Mix (Mamas Mix)“ erschien zeitgleich auf 12″-Maxi-Single und als Maxi-CD. Eine alternative Abmischung des Liedes erschien am 30. November 1988 auf der B-Seite der Maxi-Single Oben aufm Berg.

## Charts und Chartplatzierungen
Keine Angst hat der Papa mir gesagt stieg am 7. November 1988 auf Rang 49 der deutschen Singlecharts ein und erreichte seine beste Platzierung mit Rang 15 am 19. Dezember 1988. Die Single platzierte sich 17 Wochen ununterbrochen in den Top 100, letztmals in der Chartwoche vom 27. Februar 1989. 1989 belegte das Lied Rang 97 der deutschen Single-Jahrescharts. In Österreich stieg die Single am 1. Dezember 1988 auf Rang 20 ein une erreichte in der folgenden Chartausgabe seine Höchstplatzierung mit dem 13. Rang. Die Single platzierte sich vier Halbmonatsausgaben am Stück in den Charts, zum letzten Mal am 1. Februar 1989.
Das Lied avancierte für Remmler als Solokünstler zum fünften Charthit in Deutschland sowie nach Keine Sterne in Athen (3-4-5 x in 1 Monat) und Alles hat ein Ende nur die Wurst hat zwei (Krause & Ruth) zum dritten in Österreich.
| ChartsChartplatzierungen | Höchstplatzierung | Wochen/ Monate |
| ------------------------ | ----------------- | -------------- |
| Deutschland (GfK)        | 15 (17 Wo.)       | 17 Wo.         |
| Österreich (Ö3)          | 13 (2 Mt.)        | 2 Mt.          |

| ChartsJahrescharts (1989) | Platzierung |
| ------------------------- | ----------- |
| Deutschland (GfK)         | 97          |